# Ислам у Војводини
Ислам је једна од религија на подручју аутономне покрајине Војводине у Србији. Муслимански верници у Војводини су подељени у две верске организације; једну представља Муфтијство новосадско, које чини једно од четири муфтијства Исламске заједнице у Србији, а другу Муфтијство војвођанско, које је у саставу Исламске заједнице Србије. Обе организације имају седиште у Новом Саду. На челу Муфтијства новосадског налази се муфтија Фадил Мурати, а на челу Муфтијства војвођанског муфтија Мухамед Зиљкић.

## Организација и број верника
Муфтијство новосадско Исламске заједнице у Србији је подељено у четири организационе целине: Нови Сад, Беочин, Суботица и Зрењанин.
Подручје Муфтијства војвођанског Исламске заједнице Србије је раније у организационом смислу било подељено на бачки и банатски меџлис.
Према попису становништва из 2002. године, број исламских верника на подручју АП Војводине био је 8.073. Подељен по окрузима, број верника био је следећи:
- Севернобачки округ: 1.180
- Западнобачки округ: 268
- Јужнобачки округ: 4.074
- Сремски округ: 384
- Севернобанатски округ: 273
- Средњобанатски округ: 957
- Јужнобанатски округ: 937

Муслимани на подручју Војводине припадају различитим етничким групама, укључујући Муслимане по народности, Бошњаке, Албанце, Горанце, Ашкалије, Египћане, Роме, итд. С обзиром да се 101.144 становника Војводине на попису становништва из 2002. године није изјаснило о својој верској припадности, као и да је за 42.876 становника Војводине забележено да је њихова верска припадност непозната, број муслимана у Војводини је потенцијално већи од оног исказаног на попису. Према тврдњи имама Фадила Муратија, на подручју покрајине живи око 50.000 муслимана, од чега 20.000 у Новом Саду. 

## Историјат
Ислам се на подручју данашње Војводине појавио у 16. веку, када ови простори улазе у састав Османског царства. Срем се налазио у саставу Османског царства од 1526. године (укључујући и период вазалног Сремског војводства од 1527. до 1530. године), док Бачка и Банат под директну османску управу долазе нешто касније, 1541-1545. (Бачка) односно 1552-1556. године (Банат). Банат је у име Османског царства освојио муслимански Србин Мехмед паша Соколовић, а у његовој војсци било је тада 8.000 јаничара и 100.000 акинџија, међу којима и 20.000 Срба.
Током османске управе на Балкану и у Панонској низији, велики број Срба је прешао на исламску веру, што је био услов за напредак у државној служби, а неки исламизовани Срби били су и на високим административним положајима, као на пример бег Малковић, који је био први османски управитељ Бечкерека или Хасан паша Предојевић, који је био управитељ Сегединског санџака 1592. године. Временом су потомци ових исламизованих Срба развили посебан национални идентитет и данас су познати као Бошњаци.
Током османске управе, села на подручју данашње Војводине насељавали су Срби, док је у градовима живело етнички и верски мешовито становништво, које је укључивало муслимане (Турци, исламизовани Срби, Арапи), Србе, Роме, Грке, Цинцаре, Јевреје, итд.
Неки градови Војводине имали су у османском периоду већинско српско становништво, неки већинско муслиманско, а неки становништво мешовитог састава. У свим насељима могле су се видети џамије, а у значајнијим градовима су се налазиле зграде седишта власти, купатила, турске школе и друге јавне зграде, док су се у главној улици (чаршији) налазиле главне трговачке и занатске радње.
Од важнијих градова на подручју Војводине, у следећим је забележено присуство значајног муслиманског становништва у османско доба: 
- Митровица (данашња Сремска Митровица) је била важно муслиманско насеље, а у њој је по подацима из 1572. године било 598 муслиманских и 18 хришћанских домова. У то време у Митровици се налазило 17 џамија и ниједна хришћанска црква.
- Бечкерек (данашњи Зрењанин) био је тада једно од најзначајнијих насеља у Банату, а због заслуга које су му локални бечкеречки Срби учинили приликом освајања Баната, Мехмед паша Соколовић претворио је овај град у своју задужбину (вакуф), а његове становнике ослободио од свих војних намета. Град је био подељен на две махале - муслиманску и српску.
- У граду Сомбору било је у османско доба 14 муслиманских богомоља, од којих су пет биле џамије, а остале махалски месџиди.
- Варадин (данашњи Петроварадин) имао је у османско доба већинско муслиманско становништво. У Подрађу тврђаве са око 200 кућа налазила се Сулејман-ханова џамија, а постојале су и две мање, Хаџи-Ибрахимова и Хусеинова. Поред две муслиманске махале, у саставу града налазила се и хришћанска четврт са 35 српских кућа.
- Град Вршац био је у османско доба настањен претежно муслиманским становништвом.
- Град Тител био је настањен муслиманским и српским становништвом.

Османско царство било је подељено на провинције (пашалуке), које су се делиле у мање управне јединице - санџаке. На територији Баната постојала је османска провинција под именом Темишварски пашалук, док су се на територији Срема и Бачке налазили Сремски санџак и Сегедински санџак. Оба санџака су у почетку била у саставу Будимског пашалука, да би Сегедински санџак касније био укључен у Јегарски пашалук.
После аустријског освајања Војводине крајем 17. и почетком 18. века, готово целокупно муслиманско становништво се иселило са ових простора, а неки од њих су се после тога населили у Босни и Херцеговини, углавном у њеним северним деловима и долини реке Босне, где су били познати као „Унђуровци” (избеглице из Угарске). Њихова знатнија насеља имала су урије (општинске утрине), као у Војводини. Аустријанци су на подручју Војводине уништили и готово све трагове исламске културе, а прва џамија у Војводини након аустријског освајања саграђена је тек 2008. године у Суботици, после готово три века.
Данашње муслиманско становништво Војводине углавном потиче од миграната који су се на ове просторе доселили после Другог светског рата са муслиманских подручја бивше Југославије — Северне Македоније, Косова и Метохије, Санџака и Босне и Херцеговине. Године 1991. формирана је Исламска заједница Војводине са седиштем у Новом Саду, а са формирањем Исламске заједнице у Србији 2007. године, Исламска заједница Војводине улази у њен састав као Муфтијство новосадско.
У априлу 2009. године, дошло је до сукоба верника испред месџида исламске заједнице на Адамовићевом насељу у Новом Саду, када су верници Исламске заједнице Србије покушали да преузму просторије Муфтијства новосадског и смене имама Фадила Муратија.

## Верски објекти
На територији Војводине постоје следећи исламски верски објекти:
- Месџид на Адамовићевом насељу у Новом Саду, постоји од 1979. године,
- Месџид у Суботици, постоји од 2001. године,
- Месџид у Великом Риту у Новом Саду, постоји од 2005. године,
- Месџид у Беочину, постоји од 2006. године,
- Мухаџир џамија у Суботици, саграђена 2008. године.